# Fuente el Olmo de Íscar
Fuente el Olmo de Íscar es un municipio y localidad española de la provincia de Segovia, en la comunidad autónoma de Castilla y León. Cuenta con una población de 45 habitantes (INE 2024). Se encuentra a 25 km de Cuéllar, a 10 km de Iscar, y ocho km de Coca.
Está integrado en la Mancomunidad Villa y Tierra de íscar, heredera de la antigua Comunidad de Villa y Tierra de Íscar, que tiene su sede en la Villa de Íscar y a la que también pertenece.

## Geografía

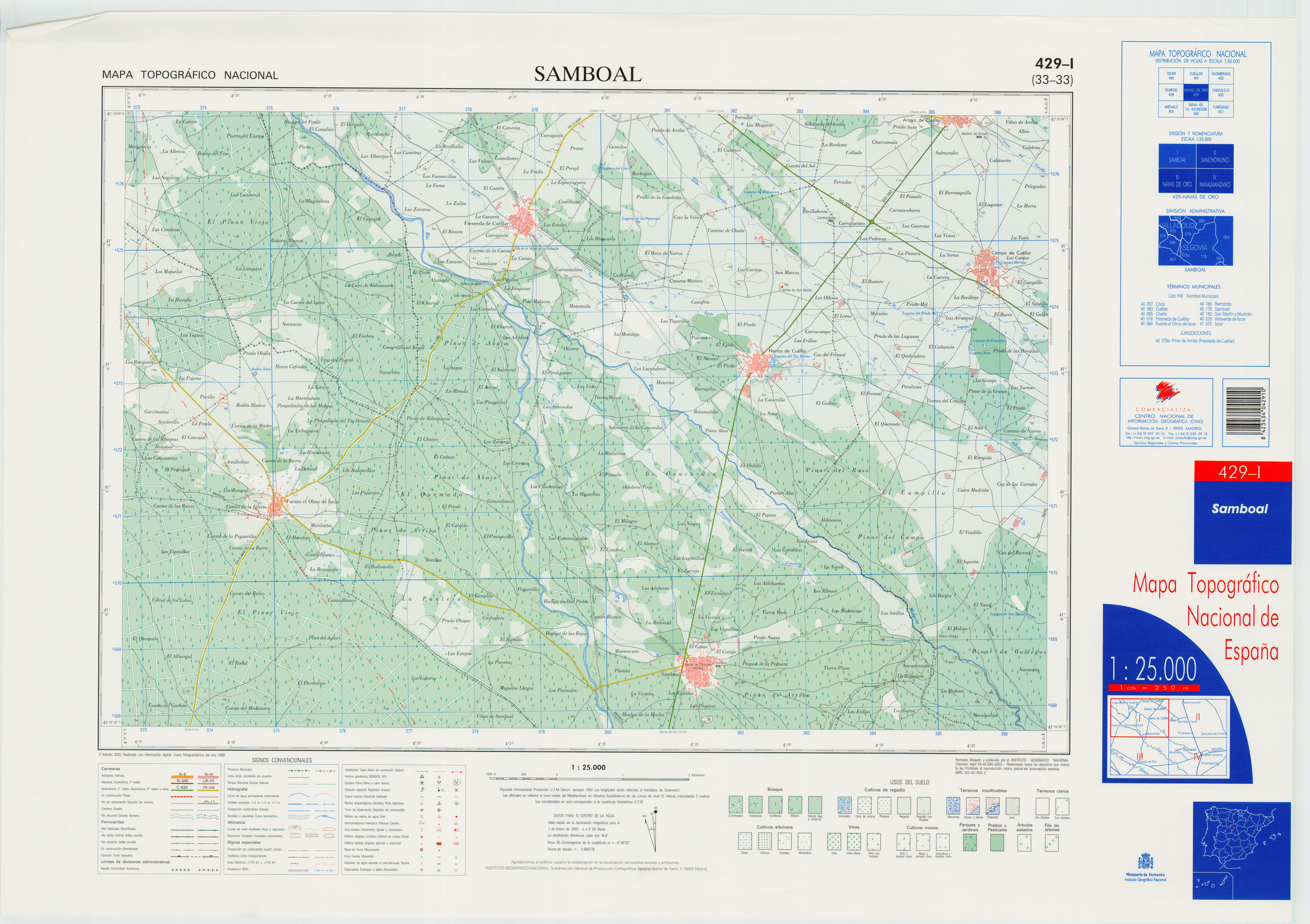
Fragmento de la hoja 429 del Mapa Topográfico Nacional de España de 2002 en el que se representa Fuente el Olmo de Íscar

| Noroeste: Villaverde de Íscar | Norte: Íscar (Valladolid) | Noreste: Íscar (Valladolid)                            |
| Oeste: Villaverde de Íscar    |                           | Este: enclave de El Pinar Fresneda de Cuéllar          |
| Suroeste: Coca                | Sur: Coca                 | Sureste: enclave de El Pinar Fresneda de Cuéllar, Coca |

## Historia
Dice la leyenda que solo hay agua cuando llueve,por lo que cogen sus cubos y recolectan para todo el mes.Este lugar se han encontrado restos de yacimientos de la Prehistoria en la zona “Cuesta de la Madre” (1 km al norte), se encontró un pequeño puñal de la época final de la Edad del Bronce.
Dentro de su término aparecieron algunos vestigios de época romana, así como los de un despoblado medieval que se conocía como Las Aldehuelas.
Integrado en la Comunidad de Villa y Tierra de Íscar.
La primera vez que se conoce una mención de Fuente el Olmo con este nombre, corresponde a un documento eclesiástico escrito del Archivo Catedralicio de Segovia, data del 1 de junio de 1247, como consecuencia de las relaciones de préstamo efectuadas por la mesa episcopal y por la de los canónigos a los colonos que trabajan las tierras propiedad de la Iglesia.

## Demografía
Cuenta con una población de 45 habitantes (INE 2024).
| Gráfica de evolución demográfica de Fuente el Olmo de Íscar entre 1842 y 2021                                                                                                |
| |
| Población de derecho según los censos de población del INE Población de hecho según los censos de población del INEEn este censo se denominaba Fuente el Olmo de Júcar: 1842 |

## Administración y política
| Periodo   | Nombre                                                                             | Partido |
| --------- | ---------------------------------------------------------------------------------- | ------- |
| 1979-1983 | Raimundo Yusta Alonso                                                              | A.E.    |

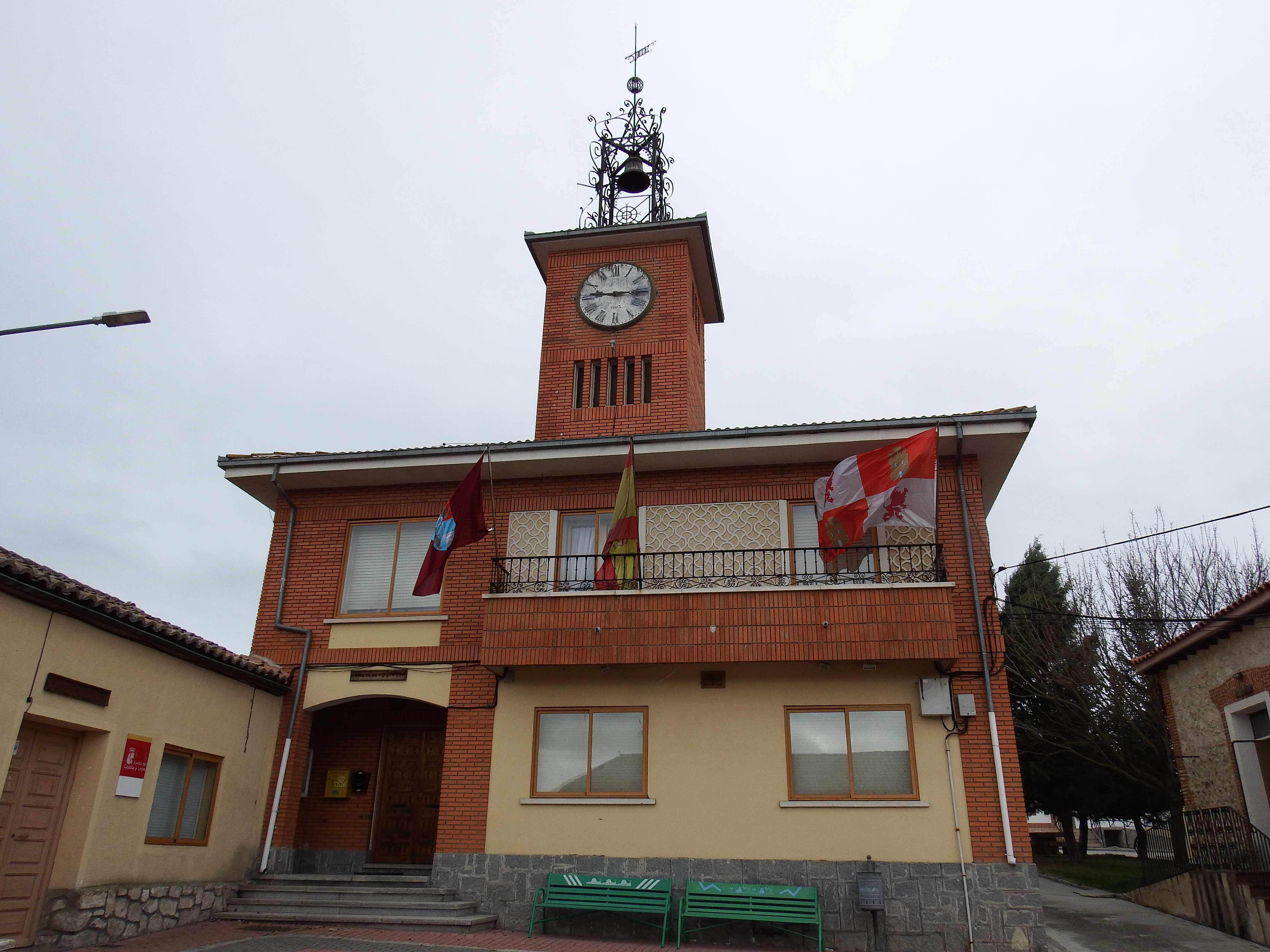
Casa consistorial

| 1983-1987 | Demetrio Herrero de Pedro                                                          | PSOE    |
| 1987-1991 | Pedro Alonso de la Fuente                                                          | AP      |
| 1991-1995 | Demetrio Herrero de Pedro                                                          | CDS     |
| 1995-1999 | Raimundo Yusta Alonso (1995-1997)Juan A. de Pedro Yusta (1997-1999)                | PP      |
| 1999-2003 | Mª. Altamira Aguilar Bartolomé                                                     | PP      |
| 2003-2007 | Demetrio Herrero de Pedro                                                          | PP      |
| 2007-2011 | Argimiro Alonso Alonso                                                             | PP      |
| 2011-2015 | Argimiro Alonso Alonso                                                             | PP      |
| 2015-2019 | María Carmen de Diego Catalina                                                     | PP      |
| 2019-2023 | María Carmen de Diego Catalina (2019-2020)Mª. del Pilar Robledo Alonso (2020-2023) | PP      |
| 2023-act. | María Fuencisla García Gascón                                                      | PP      |

## Cultura

### Patrimonio
Destacan los pinares de esta localidad, con una gran productividad.
Iglesia de San Cristóbal del siglo XVIII, barroco, destaca la espadaña de la iglesia, en su interior alberga muchas figuras de santos, junto a la sacristía se ha creado un museo parroquial, el cual conserva algunos objetos litúrgicos como casullas. Esta iglesia se construyó sustituyendo a la anterior debido a su destrucción, además esta se encontraba en un lugar de difícil acceso y por ello se cambió la ubicación del culto, es un edificio que consta de una nave. La iglesia solo se puede visitar en horario de culto, el museo de momento permanece cerrado.
Casa consistorial, la cual conserva su reloj que es uno de los más antiguos.
A las afueras del pueblo se encuentra el museo del labrador, en este parque se exponen al aire libre diferentes objetos que se utilizan en este oficio, se encuentra ubicado por la carretera Samboal que parte del pueblo, en el destaca una vieja bomba de agua fabricada en París, para apagar incendios.
- Laguna Bodón Blanco, situada a lado de la N-601 a cuatro km de Olmedo.
- Laguna Bodón Árbol, se encuentra a tres km de Villaverde de Iscar, yendo por el camino de molino.

### Fiestas
- Santa Águeda: se celebra el fin de semana más próximo al 5 de febrero;
- San José: se celebra el fin de semana más próximo al 19 de marzo;
- San Cristóbal: se celebra el segundo fin de semana del mes de julio;
- Fiestas en honor a Nuestra Señora de la Asunción: se celebran del 14 al 16 de agosto.